# 짐말 도서관 프로젝트

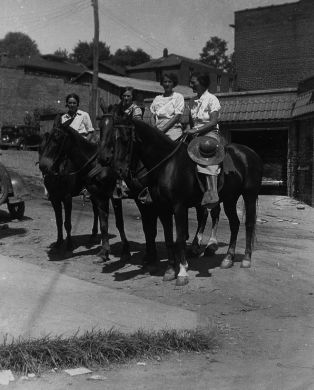
책 운반 준비를 마친 짐말 도서관 사서들

짐말 도서관 프로젝트(Pack Horse Library Project)는 공공사업진흥국의 프로그램으로 1935년에서 1943년에 애팔래치아 산맥의 외딴 지역에 도서를 전달했다. 10만 명을 위해 '도서관' 30개소를 운영하는 해당 계획에는 여성들이 많이 참가했다. 켄터키주 브리시트군에서 시작했다.

## 같이 보기
- 뉴딜 정책